# Operation Friendship
Operation Friendship ist eine internationale Organisation zum Jugendaustausch. Sie wurde 1964 von Rev. Wallace A. Shaw, einem amerikanischen Pfarrer an der Margarets Church of Scotland in Glenrothes (Schottland, County Five) gegründet. Er wollte einen Jugendaustausch entwickeln, welcher es Jugendlichen möglich machen sollte andere Länder und Kulturen kennenzulernen sowie Freundschaften in der ganzen Welt zu schließen. 
Die Jugendbegegnungen finden im 2-Jahres-Rhythmus statt. Im ersten Jahr sind die Teilnehmer Gastgeber in einem Mitgliedsland und im darauffolgenden Jahr Reisende in das entsprechende Partnerland.
Es findet eine Zusammenarbeit mit den Vereinten Nationen (UN) statt.

## Geschichte – International
Die ersten Jugendlichen reisten 1965 von Schottland nach Amerika nach Palmer in Massachusetts, USA. Im Jahr darauf besuchten Jugendliche aus New Jersey und Massachusetts den Ort Glenrothes in Schottland. Das war der Beginn der OF. 
Die Organisation wuchs sehr schnell. Im Frühjahr 1974 fand in Schottland das erste internationale Treffen mit Delegierten aus allen teilnehmenden Ländern statt. Die erste internationale Verfassung wurde im August 1974 in Irland niedergeschrieben. 

## Geschichte – Bayern/Deutschland
Auf der Suche nach einem Austauschpartner in Großbritannien, fand Kreisjugendpfleger Gerd Näger 1971 die Adresse von Operation Friendship in Schottland in einem Prospekt. Auf eine Anfrage hin folgte eine Einladung und so fuhren 30 Jugendliche im August 1972 nach Edinburgh. Sie waren in einer Jugendherberge untergebracht, nahmen jedoch am Sommerprogramm der OF Schottland teil. 
1973 waren 16 Jugendliche in die USA eingeladen. 
Seit diesem Jahr ist der Kreisjugendring auch stimmberechtigtes Mitglied der OF und kann so an der  jährlichen internationalen Tagung, die abwechselnd in einem der Mitgliedsländer stattfindet, mit drei Delegierten teilnehmen. 
Operation Friendship Bayern war bis zum 30. September 2013 eine Arbeitsgruppe im Kreisjugendring Neustadt/WN, sie wurde im Herbst 1978 gegründet. In den letzten 30 Jahren wurden über 100 Jugendbegegnungen im In- und Ausland mit Operation Friendship durchgeführt.
Am 17. November 2013 gründeten ehemalige Mitarbeiter des Arbeitskreises den Verein Operation Friendship Bayern e.V. mit Sitz in Neustadt a.d. Waldnaab. Vorsitzender ist Gerhard Steiner. Der Verein setzt die internationalen Jugendaustauschmaßnahmen fort.

## Ziele
Die Organisation hat das Ziel, junge Menschen aus verschiedenen Ländern zusammenzubringen, die internationale Freundschaft und das Verständnis zwischen Jugendlichen und Erwachsenen sowohl fremder Länder als auch des eigenen Landes zu fördern und ihnen die Möglichkeit zu geben, andere Kulturen kennenzulernen und Freundschaften in der ganzen Welt zu schließen.

## Mitgliedsländer
Bayern (Deutschland), England, Estland, Niederlande, Nordirland, Schottland, Schweden, Krim, Ungarn, USA (Indiana, Massachusetts), Wales